# Зимске операције 1943/1944. у централном делу Југославије
Зимске операције 1943/1944. у централном делу Југославије, у југословенској историографији познато и као Шеста непријатељска офанзива, представљају сплет крупних операција обе стране са циљем успостављања оперативне доминације и контроле над важним стратегијским позицијама између Саве и Јадрана вођених између 3. децембра 1943. и 15. фебруара 1944. У операцијама су ангажоване главне снаге Друге оклопне армије и НДХ са једне, и НОВЈ са друге стране.
Тај период је познат и под називом шеста непријатељска офанзива, који није прихваћен у домаћој војној историографији. Командант 2. оклопне армије у својој књизи обрађује ове операције у одељку под насловом „Велике акције против Тита”.
Поред ангажовања импресивних снага (око 300.000 на једној и око 120.000 на другој страни), овај сплет операција карактерише и то што је примарни циљ било преузимање и задржавање иницијативе. Обе стране настојале су да наметну облике борбе који њима одговарају, исцрпљујући противничке ресурсе. Немачки план предвиђао је, након довођења НОВЈ у подређени положај, освајање стратегијских положаја и наношење тешких, по могућности пресудних удараца НОВЈ. НОВЈ је са своје стране настојала докаже да је у стању да уз, истовремену еластичну одбрану на једном делу бојишта, има снагу да организује офанзиву на другом.
Након оштрих маневарских борби широм оперативног подручја, Друга оклопна армија остварила је један број циљева и постигла успехе, нарочито у долини Лима, долини Врбаса и у Хрватском приморју, али није успела да битно умањи борбену вредност НОВЈ. Слободна територија је знатно смањена, али су у рукама НОВЈ и након окончања ових борби остали бројни градови и широка пространства.

## Назив
Шеста непријатељска офанзива је популарни термин за низ међусобно повезаних и тактички сродних операција током касне јесени и зиме 1943/1944. У стручним историјским радовима за ову тактичку целину користи се назив Зимске операције 1943/1944 у централном делу Југославије.
Тај период је познат и под називом шеста непријатељска офанзива, који није прихваћен у домаћој војној историографији), јер у дневној заповести Врховног штаба од 12. децембра 1943, упућеној свима јединицама, каже се да непријатељ „већ шести пут покушава да уништи нашу НОВЈ“ (Архив ВИИ, к. 18, бр. рег. 17/1). Командант 2. оклопне армије у својој књизи обрађује ове операције у одељку под насловом „Велике акције против Тита".

## Узроци и планирање
Ова тактичка целина разликује се од претходне у оквиру Подухвата Ахзе и повезаних операција по томе што је немачка команда оценила да су сазрели услови да преузме иницијативу. Од краја августа до краја новембра, Друга оклопна армија деловала је у изнудици, настојећи да развученим снагама разоружа бројне италијанске јединице и концентричним ударима преотме кључне обалске положаје од НОВЈ ради предупређивања евентуалног савезничког искрцавања (операција Гајзерих, заузимање Подбиоковља и Пељешца током новембра 1943) 1. новембра Командант Југоистока, односно Групе армија Ф, у свом извештају Врховној команди, овако је описао општи оквир:
База која је досад задобијена у Италији, још није довољна за инвазију у Далмацији… операција према подручју Југоистока могла би се очекивати тек у пролеће 1944. године. То време мора се искористити за изградњу одбране обале и рашчишћавање унутрашње ситуације…
У међувремену насталу ситуацију фон Вајхс је сматрао алармантном:
Борбене акције… изгубиле су карактер герилског рата. У стварности, у борбама са посадним трупама на одлучујућим местима појављују се бројно јаке, плански вођене и - бар за планинско ратовање - добро наоружане и опремљене јединице.
Ради се о томе да се уочи да је непријатељ стао ногом на Балкан и да га треба уништити пре него што ће већи део трупа бити присиљен да крене у одбрану обале.
Најопаснији непријатељ је Тито.
Ако се у предстојећим месецима не успе да се одлучно ослабе његове снаге добијене услед пропасти хрватске државе, онда ће:
а) доћи до органског спајања свих комунистичких устаника на целокупном подручју Југоистока;
б) одбрана јадранске обале од напада великог стила, који се очекује споља, бити неизводљива.

У наредним зимским месецима неће се више радити о опстанку: Хрватске, Црне Горе и Албаније, него о стварању или спречавању стварања бољшевичког бојишта на целокупном подручју Југоистока, у непосредној близини границе Рајха. Полазна тачка ове опасности, која је пресудна: за рат а тиме и полазна тачка за ангажовање противмера, била је и остаје — Хрватска.
На основу ове процене, Командант Југоистока наложио је штабу Друге оклопне армије да разради план за низ међусобно повезаних операција са циљем освајања стратегијских тачака ради учвршћивања и повезивања положаја армије.
Ове операције карактерише детаљно упознавање НОВЈ, добар обавештајни рад и генерално висока тактичка вештина прилагођена ситуацији партизанског маневарског рата.

## Ангажоване снаге

### Осовинске снаге
- Немачке снаге: Операцијама је руководио штаб Друге оклопне армије који је за тактичко руковођење појединим операцијама задуживао штабове 5. СС и 15. брдског корпуса. Армија је за операције употребила следеће јединице:
  - 1. брдска дивизија
  - 1. козачка коњичка дивизија
  - 7. СС дивизија
  - 114. ловачка дивизија
  - 118. ловачка дивизија
  - 173. резервна дивизија
  - 187. резервна дивизија
  - 264. пешадијска дивизија
  - 367. пешадијска дивизија
  - 369. легионарска дивизија
  - 371. пешадијска дивизија
  - 373. легионарска дивизија
  - 392. легионарска дивизија
  - 1. пук Бранденбург
  - 2. пук Бранденбург
  - 92. моторизовани пук
  - 901. оклопни гренадирски пук
  - 202. тенковски батаљон
  - Батаљон обалских ловаца Бранденбург
  - већи број специјалних јединица и јединица штаба армије
- У операцији је ангажована главнина снага НДХ под непосредном тактичком командом немачких штабова.
- Четничке снаге у подручју Друга оклопна армија користила је као помоћне снаге, за заштиту позадине[5], или као помоћне нападне групе[6]
- Снаге 3. СС оклопног корпуса, који је још био у саставу Друге оклопне армије, и које су употребљаване у претходним операцијама, нису ангажоване у овој фази. Задржане су на осигурању загребачког саобраћајног чвора као резерва. Крајем децембра, по наређењу Врховне команде, пребачене су на Источни фронт.

Снаге Друге оклопне армије својим десним боком наслањале су се у Горском котару и на Купи на јединице групе армија Б која је у тим подручјима знатним снагама (44. 71. и 162, дивизија, делови 1. СС оклопне дивизије) вршила истовремене операције против јединица НОВЈ у Словенији и Горском котару.

### Снаге НОВЈ
- Први пролетерски корпус
- Други ударни корпус НОВЈ (делови)
- Трећи ударни корпус НОВЈ
- Четврти хрватски корпус НОВЈ
- Пети ударни корпус НОВЈ
- Осми далматински корпус НОВЈ
- Једанаести корпус НОВЈ

## Облици борбених дејстава
Немачка је привукла на југословенско ратиште врло крупне снаге, многоструко јаче него у претходном периоду. Кроз две и по године ратовања, НОВЈ је стекла искуство и развила ратну вештину на свим нивоима, па је била у стању да се супротстави као целина, на адекватан начин. С обзиром на велику бројчану и техничку премоћ осовинских снага, за НОВЈ није долазило у обзир дуготрајно фронтално сучељавање. Међутим, с обзиром на нарасле снаге, одговор се овог пута није свео на супротстављање средствима „малог рата”. Користећи своје повољне позиције на терену, главне снаге НОВЈ супротставиле су се у облику маневарског рата: користећи своју покретљивост за стварање локалне надмоћи на осетљивим тачкама, улазећи у отворена сучељавања на одабраним позицијама, развлачећи на тај начин осовинске снаге и ометајући провођење њихових планова.
Осим маневарског рата, који је представљао главну карактеристику борби током Зимских операција, НОВЈ је интензивно користила и бробена дејства на другим нивоима, као што су партизанска дејства у непријатељској позадини и диверзантска дејства. Основна снага ових борбених дејстава била је у њиховој масовности и просторној распростртости, чиме су уметане комуникације, наношеини губици, уношена несигурност и везиване трупе на одбрамбене задатке.
Основни оперативних циљ немачке команде био је освајање стратешки важних тачака и комуникација, и разбијање главних снага НОВЈ, док је оперативни циљ НОВЈ био исцрпљивање немачких снага, везивање њихове главнине за одбрамбене задатке и преузимање иницијативе у своје руке.

## Ток операција

### Почетна фаза
Поред концентрисања крупних снага, Друга оклопна армија обратила је посебну пажњу да детаљно планирање, коришћење изненађења и других локалних предности ради постизања брзог успеха. Активности су почеле синхронизованим препадом са истока, југоистока и североистока (Кугелблиц), југозапада (Цитен) и северозапада (Пантер) током првих дана децембра 1943.
Немци су постигли значајне почетне успехе нарочито на истоку, у операцији Кугелблиц, где су успели да разбију неке јединице НОВЈ (Другу пролетерску и Прву шумадијску бригаду) и да отворе себи простор за брзо напредовање у дубину слободне територије. Операција Кугелблиц представљала је најзахтевнији део уводних операција, услед врло велике територије у троуглу између Сјенице, Коњица и Тузле, коју је требало покрити. Захваљајући веома добром обавештајном раду, детаљном планирању и енергичном наступању, ова операција почела је успешно по Немце, и 16. децембра наставила се у операцију Шнештурм.
Значајан успех немачке снаге постигле су и у операцији Цитен, где је препадом освојено Ливно као важна саобраћајна тачка.
Успех на западу био је половичан. Немачка команда оценила је успешним операције на банији, сматрајући да је задала значајан ударац Седмој банијској дивизији. Међутим, део операције који је требало да повеже снаге на Банији преко Приједора са облашћу Бањалуке, потпуно је подбацио. Овај неуспех имао је значајне негативне последице по даље немачке операције.

### Противакција НОВЈ
НОВЈ под командом Врховног штаба супротставила се применом маневарског ратовања. Формације НОВЈ улазиле су у директне сукобе са немачким формација на одабраним тачкама од стратегијске важности. На тим тачкама вршена је концентрација јачих снага, док је на другим секторима примењивана еластична задржавајућа одбрана. Био је то наставак праксе отвореног сукобљавања са немачким нападним колонама, која је у великој мери примењивана након капитулације Италије. Ово подизање нивоа борбених дејстава са герилског на маневарски рат уочио је и Командант Југоистока:
Борбене акције... изгубиле су карактер герилског рата
Док су снаге Трећег корпуса у источној Босни снаге НОВЈ давале еластичну одбрану избегавајући одсудне сударе, извршена је концентрација снага за противудар којим је требало поново освојити Ливно. Међутим, овај напад је након десетодневних оштрих борби окончан неуспехом услед врло хладног времена и неповољног односа снага.
За то време немачка акција у источној Босни добила је на замаху и средином децембра прерасла у покушај опкољавања и уништавања главнине Трећег корпуса НОВЈ (операција Шнештурм). И овај немачки план завршио се неуспехом. Јединице Трећег корпуса извукле су се из чеоног судара и забациле се немачким снагама за леђа, делујући на комуникације и колоне у покрету. У року од три недеље поново су овладале већином градова на својој територији (Олово, Кладањ, Власеница, Вишеград, Фоча...).
Будући да у западном делу слободне територије Немци нису успели да стекну иницијативу, НОВЈ је након одустајања од напада на Ливно припремила концентричну операцију на Бањалуку и околна упоришта (Прва бањалучка операција). Главни циљ ове операције био је привлачење немачких снага са истока, како би се Трећи корпус растеретио притиска. Операција је трајала од 31. децембра 1943. до 3. јануара 1944. И поред значајних успеха НОВЈ у ликвидацији мањих упоришта и продора до центра Бањалуке, немачко-усташке снаге у утврђеним зградама у граду и у Босанској Градишци успеле су да се одрже до пристизања појачања.
Овом операцијом Друга оклопна армија присиљена је на хитну интервенцију 92. моторизованим и 901. оклопним гренадирским пуком и деловима 1. козачке и 373. легионарске дивизије. Немци су већ предвидели планско померање тежишта на запад, тако да је у првој декади јануара 1944. у долини Врбаса и на прилазним путевима створена најкрупнија концентрација немачких снага. Операција Валдрауш, која је уследила, требало је да представља круну немачких зимских напора. Према плану, јужно од Бањалуке требало је снагама ојачаног 5. СС и 15. брдског корпуса захватити, поразити и разбити средишње снаге НОВЈ. Услед кризе око Бањалуке, операција је отпочела након некомплетних припрема, 6 дана пре плана.
Снаге НОВЈ у захвату операције (делови Првог пролетерског и Петог крајишког корпуса) након обустављања Бањалучке операције, пружиле су задржавајућу маневарску одбрану, користећи тежак терен и забацијући се на бок и у позадину немачких наступајућих колона. Током неколико дана Јајце и Мркоњић Град прелазили су више пута из руке у руку. Након 20. јануара постало је јасно да амбиција немачких снага да задају одлучујућих ударац снагама НОВЈ нема изгледа на успех.
Истовремено са везивањем, развлачењем и исцрпљивањем главних немачких снага у долини Врбаса, НОВЈ је припремила још један противудар. Деконцентрација главних немачких снага омогућила је Трећем корпусу да припреми амбициозан удар на истоку. Током такозване Друге тузланске операције, од 16. до 20. јануара трајао је обухватни напад снага овог корпуса на Тузлу. Међутим, упркос знатним жртвама и великом залагању, операција је окончана неуспехом. Немачко-усташке снаге успеле су да се одрже у овом кључном граду источне Босне.
Циљ Прве бањалучке и Друге тузланске операције на оперативном нивоу био је се отварањем алтернативних оперативних жаришта спречи Друга оклопна армија да све расположиве снаге концентрише на једну област. Иако ни у једној, ни у другој, није у потпуности постигнут локални успех, њима је знатно отежано извођење немачких офанзивних планова. С друге стране, снаге НОВЈ су у овим операцијама претрпеле знатне губитке, праћене исцрпљивањем људских и материјалних ресурса.

### Завршна фаза
Почетком фебруара обе стране биле су суочене са безизгледношћу својих максималистичких амбиција. Обе стране обуставиле су нападне операције великог стила. Друга оклопна армија извела је још низ операција са ограниченим циљем поправљања локалних позиција. У низу операција у Хрватском приморју и западној Лици Немци су крајем јануара коначно заузели Карлобаг и Сењ, последње луке на обали које су биле у рукама НОВЈ. Операцијом Емил Немци су покушали да овладају значајним положајима и разбију снаге НОВЈ које су држале везу између Лике и северне Далмације. Операција је завршена без већег успеха.

## Резултат операција
У овом динамичном маневарском рату на широком простору, по тешком терену и по врло хладном времену, обе стране изложиле су своје трупе максималним напрезањима и значајним губицима. Међутим, ни једна није остварила пресудан успех.
Немачка Команда Југоистока успела је да учвсти своје положаје на обали и у долинама Лима и Врбаса. Међутим, показало се да ни врло крупне снаге које је ангажовала нису довољне за обезбеђење целокупне територије, па су се морали ограничити на најважније центре и саобраћајнице. Услед децембарског неуспеха западног низа операција, Немци нису успели да захвате језгро слободне територије на потезу Сански Мост — Босански Петровац — Дрвар, а већину новоуспостављених гарнизона након престанка офанзиве поново су преузеле снаге НОВЈ. Територијални добици које су Немци успели задржати сводили су се на доњи ток Лима, део тока Врбаса, Ливно и Хрватско приморје. Након операција слободна територија НОВЈ је смањена, отежана је комуникација међу њеним деловима, као и поморска веза са Савезницима.
Снаге НОВЈ током септембра и октобра 1943. попуњене су масом нових бораца без борбеног искуства и формиране су многе нове јединице. За њих су ове операције представљале тежак борбени испит. Јединице су претрпеле губитке, а било је и дезертерства. Међутим, ово борбено искуство знатно је унапредило борбену вредност и ратну вештину јединица на свим нивоима. НОВЈ је из овог маневарског рата изашла бројчано нешто умањена, са делимично окрњеном територијом, али њена ударна снага није окрњена.
У својој директиви од 26. фебруара 1944, Команда Друге оклопне армије констатује да су „банде… последњих месеци, у великим операцијама у пространим областима армијског подручја, тучене и чија је борбена вредност знатно ослабљена…” Треба имати у виду да ово није анализа, него заповест, и да није писана у информативном, него у војничком заповедно-оптимистичком тону. Сама директива открива да команда армије сматра свој успех привременим и ограниченим. Она наиме увиђа да постоји опасност да, штитиећи виталне гарнизоне и комуникације, армија изгуби иницијативу и пређе у дефанзиву, па стога налаже да све дивизије и корпуси морају на свом нивоу формирати нападне борбене групе и „код свих дивизија, јачине најмање до једног ојачаног батаљона, а код корпуса јачине најмање до једног ојачаног пука, тако да у дивизијском (корпусном) подручју стално тече једна од ових операција”. Штавише, упркос прокламованој победи, Команда констатује да за потребне „велике операције не стоје на располагању сопствене снаге у довољном броју”, тј. да су јој и даље потребна појачања.
Немачки посланик у НДХ, Зигфрид Каше, у извештају министру спољних послова од 29. фебруара, овако је оценио резултате зимске офанзиве:
Великим операцијама 2. оклопне армије у босанском простору до средине фебруара задобијено је много земљишта и остварени су бројни успеси. Снаге Тита-Броза нису озбиљно ослабљене. Исте сада показују појачану активност и шире се даље.